# Salomonvisslare
Salomonvisslare (Pachycephala orioloides) är en fågel i familjen visslare inom ordningen tättingar.

## Utseende och läte
Salomonvisslaren är en bjärt färgad tätting, med lysande guldgul buk, svart på huvud och i ett bröstband samt olivgrönt på ovansida och vingar. Strupen är gyllengul. Fjäderdräkten varierar geografiskt, där fåglar på Vella Lavella och Ranongga är mestadels svarta med guldgult på strupe, buk och undergump, de på Russellöarna är helt guldgula och vissa på Guadalcanal helt kanelbruna med en brunaktig sjal och beigefärgad buk. Bland lätena hörs en blandning av flöjtlika visslingar och gnisslande ljud med vittljudande upprepade pisksnärtar.

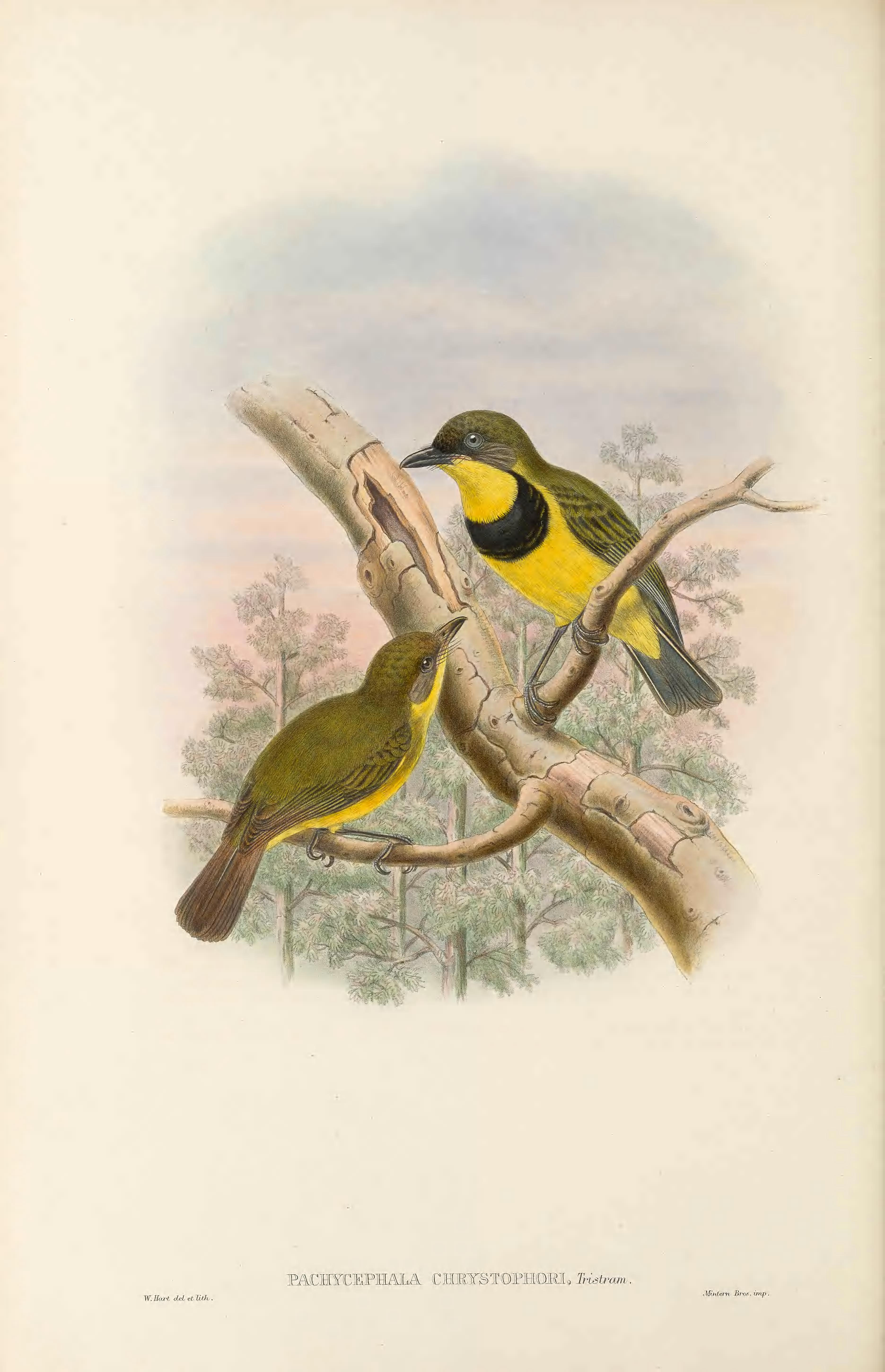
Salomonvisslare av underarten christophori.

## Utbredning och systematik
Salomonvisslare förekommer på Salomonöarna och delas upp i tio underarter:
- Pachycephala orioloides bougainvillei – Buka och Bougainville
- Pachycephala orioloides orioloides – Choiseul, Santa Isabel och Floridaöarna
- Pachycephala orioloides centralis – östra New Georgia-öarna
- Pachycephala orioloides melanoptera – västra New Georgia-öarna
- Pachycephala orioloides melanonota – Ranongga och Vella Lavella
- Pachycephala orioloides pavuvu – Pavuvuöarna
- Pachycephala orioloides sanfordi – Malaita
- Pachycephala orioloides cinnamomea – Guadalcanal och Beagle
- Pachycephala orioloides christophori – Santa Ana och Makirai
- Pachycephala orioloides whitney – Shortland Islands

Vissa inkluderar även rennellvisslare (Pachycephala feminina) som underart. Underarten whitney anses ibland vara en hybrid. Tidigare betraktades den som en del av guldvisslare (P. pectoralis). 

## Levnadssätt
Salomonvisslaren hittas huvudsakligen i ursprunglig skog. Den kan dock ta sig in i trädgårdar och utkanten av byar.

## Status
Arten har ett stort utbredningsområde och beståndet anses vara stabilt. Internationella naturvårdsunionen IUCN listar den därför som livskraftig (LC).